# Castle Leslie

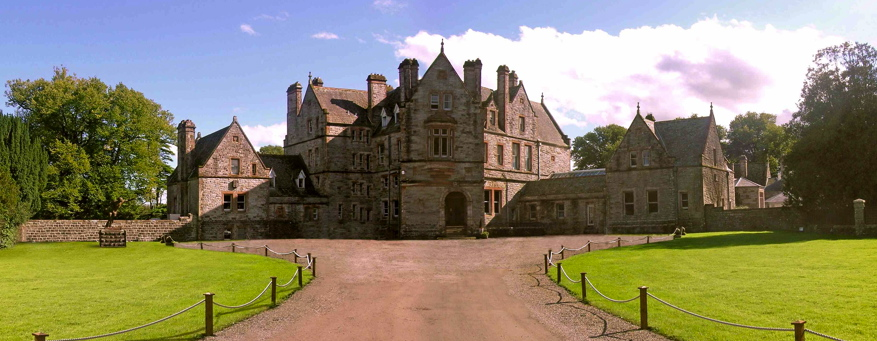
Westfassade von Castle Leslie

Castle Leslie ist ein Landhaus auf einem 4 km² großen Anwesen beim Dorf Glaslough, 11 km nordöstlich von Monaghan im irischen County Monaghan.

## Beschreibung
Sir John Leslie, 1. Baronet, Parlamentsabgeordneter, ließ das Haus 1870 im Scottish Baronial Style von der Baufirma Lanyon, Lynn and Lanyon errichten. Es ersetzte eine frühere Burg an dieser Stelle, diente aber nie Verteidigungszwecken. Castle Leslie hat eine eher starre, strenge Fassade und wurde so gebaut, dass es die Gärten vor ankommenden Besuchern verbirgt. Hinter dem Haus sind diese Gärten im Stil eines Renaissance-Kreuzgangs angelegt und verbinden das Haupthaus mit einem ebenerdigen Nebengebäude, in dem sich die Bibliothek und der Billardraum befinden. Im Gegensatz zum äußeren Erscheinungsbild des Hauses, das von William Henry Lynn entworfen wurde, zeigt das Innere die Hände von Lanyon und des Bauherrn John Leslie selbst, die sich von der italienischen Renaissance inspirieren ließen.

## Anwesen

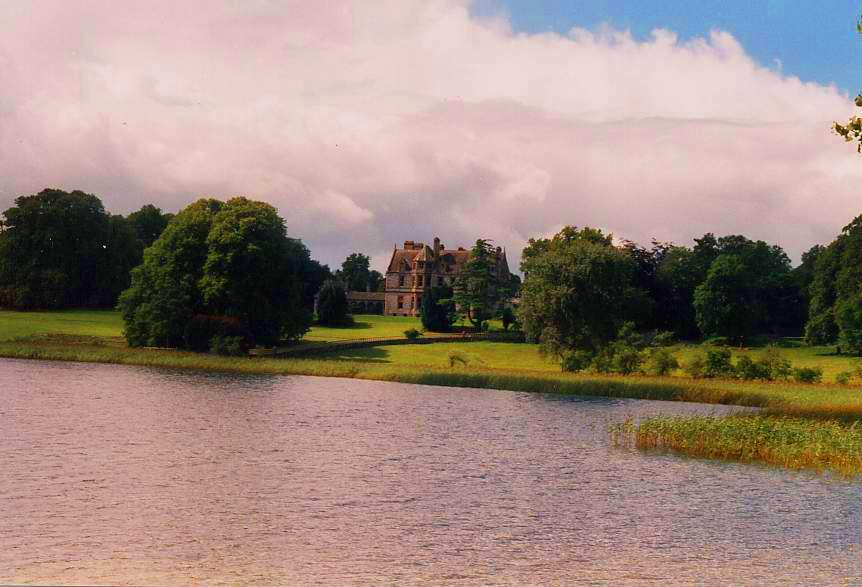
Castle Leslie vom Glasloch aus

Auf dem Anwesen gibt es drei Seen: Der größte, Glaslough (dt.: Grüner See), teilt seinen Namen mit dem nahegelegenen Dorf; Kilvey Lake liegt nördlich davon, und schließlich gibt es Dream Lake mit einem Crannóg darin. Auf dem 400 Hektar großen Anwesen findet man Parkland, mäandrierende Bäche und mehrere Wälder. Im Landhaus wohnt auch heute noch die Familie Leslie. Sir Jack Leslie, 4. Baronet, (6. Dezember 1916 – 16. April 2016) kehrte im Alter von 78 Jahren auf Castle Leslie zurück; die Haupteigentümerin ist heute Samantha Leslie. Weitere Familienmitglieder sicherten sich ihren Einfluss auf den Betrieb des Anwesens durch einen Familientrust.

## Heute
Das Anwesen ist zahlenden Besuchern zugänglich, die in der früheren Jagdhütte, im Haupthaus, den kürzlich fertiggestellten Ferienhäusern in traditionellem Stil im Dorf oder in den vollständig restaurierten und neu ausgestatteten Old Stable Mews nächtigen können.
Die Restaurierung des Hauses und des Anwesens dauert noch an und es wurden viele neue Einrichtungen hinzugefügt, z. B. ein Wellnessbad, eine Bar, ein Restaurant und eine Kochschule. Ein neuer Pavillon, anschließend an die Lange Galerie des Haupthauses, ermöglicht Konferenzen, Hochzeiten und andere große Veranstaltungen. Die Restaurierungsarbeiten am eingefriedeten Garten werden auch fortgeführt, aber derzeit ist er noch zugewachsen und unzugänglich.
2002 fand die Hochzeit von Paul McCartney und Heather Mills in der Kirche Zum Heiligen Erlöser statt. Danach fluteten die Gäste auf das Anwesen und die Mietkosten stiegen ins Unermessliche. Das Geld wurde für die Durchführung von Renovierungsarbeiten genutzt, die etwa drei Jahre vorher geplant worden waren.
2004 kamen das Reitzentrum und die Jagdhütte zurück zum Anwesen; sie waren 20 Jahre vorher von der Familie verkauft worden. Auf dem Gelände bieten sich nun Meilen neuer Reitwege und Parcours dar, eine moderne, überdachte Reitarena und neue Stallungen. Es finden sich auch viele gut ausgebaute und beschilderte Wanderwege; eine neue Karte des Anwesens ist in der Jagdhütte erhältlich.
2005 wurden im Souterrain fünf neue Schlafräume hinzugefügt, der Desmond Leslie Room, der Agnes Bernelle Room, der Helen Strong Room und – als einziger nicht nach einem Familienmitglied benannt – der Calm Room.
Ende 2007 wurden das Anwesen modernisiert und für zahlende Gäste zugänglich gemacht, die nun ein Reitzentrum, eine Jagdhütte und das Wellnessbad nutzen können.

## Veranstaltungen und Besucher
Castle Leslie erschien auf den Titelseiten der Zeitungen, als 2002 Sir Paul McCartney Heather Mills in der Familienkirche auf dem Anwesen heiratete und anschließend ein Hochzeitsbankett für 300 Gäste stattfand, das von Küchenchef Noel McMeel zubereitet worden war.
Über die Jahre waren viele berühmte Leute in dem Haus zu Gast, z. B. der irische Dichter W. B. Yeats, der irische Politiker Michael Collins, der Rolling-Stones-Leadsänger Sir Mick Jagger (1966), der britische Astronom Sir Patrick Moore und der Duc de Valentinois. Auch viele Angehörige der Familie Churchill waren auf dem Anwesen zu Gast, weil es familiäre Verbindungen zwischen den Leslies und den Churchills gibt.